# Brandenburger Freiheitspreis
Der Brandenburger Freiheitspreis „dient  der  Förderung  des  Freiheitsgedankens.“ Mit ihm werden zweijährlich „Persönlichkeiten oder Institutionen ausgezeichnet, die in herausragender Weise, vornehmlich durch ihre Tätigkeit auf den Gebieten von Kultur, Religion, Wirtschaft oder Politik, maßgeblich zur Verwirklichung des Freiheitsgedankens beigetragen haben.“ Verleiher ist das Domstift Brandenburg. Vorgeschlagen werden können natürliche Personen oder Institutionen. Der Freiheitspreis wird erstmals am 11. Oktober 2016, dem 850. Jahrestag der Grundsteinlegung des Doms St. Peter und Paul in Brandenburg an der Havel, vergeben und ist mit 25.000 Euro dotiert.

## Preisträger
- 2016 Menschenrechtszentrum Cottbus e. V., Trägerin der Gedenkstätte Zuchthaus Cottbus[4]
- 2018 Wohnungsbaugenossenschaft Bremer Höhe e.G., Berlin[5]
- 2020 Pfarrerin Beatrix Spreng aus Joachimsthal[6]
- 2023 AlgorithmWatch[7]

## Jury
Die ehrenamtliche Jury ist unabhängig und „an Weisungen und an die eingereichten Vorschläge nicht gebunden.“ Sie besteht aus bis zu fünf Personen und wird vom Kurator des Domstifts Brandenburg im Einvernehmen mit den Förderern berufen. Die Domdechantin oder der Domdechant des Domstifts Brandenburg ist satzungsgemäß Vorsitzender der Jury. Die anderen Mitglieder der Jury werden für drei Preisvergaben berufen, wobei eine Wiederberufung möglich ist.
Die Jury besteht aus folgenden Mitgliedern:
- Jutta Allmendinger, Präsidentin Wissenschaftszentrum Berlin für Sozialforschung (WZB) gGmbH
- Jakob Hein, Schriftsteller und Arzt für Kinder- und Jugendpsychiatrie
- Wolfgang Huber (Vorsitzender), Landesbischof i. R., Domdechant, Domstift St. Peter und Paul zu Brandenburg
- Christoph Möllers, Professor für öffentliches Recht an der Humboldt-Universität zu Berlin
- Sigrid Nikutta, Vorstandsvorsitzende und Vorstand Betrieb der Berliner Verkehrsbetriebe AöR (BVG)

## Schirmherrschaft
Schirmherr des Brandenburger Freiheitspreises ist Bundespräsident Frank-Walter Steinmeier.

## Förderer
Der Preis wird zu gleichen Teilen von der Deutsche Bank AG und der ZF Friedrichshafen AG gefördert.